# Jekaterina Kardakova
Jekaterina Michajlovna Kardakova (Russisch: Екатерина Михайловна Кардакова) (Novosibirsk, 1 december 1968) is een Russische basketbalspeelster, die speelde voor het nationale team van Rusland.

## Carrière
Kardakova begon haar carrière bij CSKA Moskou in 1994. Ze werd met die club drie keer Landskampioen van Rusland in 1995, 1996 en 1997. Ook won ze in 1997 de Ronchetti Cup door in de finale over twee wedstrijden te winnen van CariParma Parma uit Italië met een totaalscore van 131-125. In 2001 stapte ze over naar Dinamo-Energia Novosibirsk. Met die club werd ze één keer derde om het Landskampioen van Rusland in 2003. In 2003 stopte ze met basketbal.
Kardakova speelde met Rusland op het Europees kampioenschap in 1993. Ze werd zevende.

## Erelijst
- Landskampioen Rusland: 3
  - Winnaar: 1995, 1996, 1997
  - Tweede: 1998
  - Derde: 2003
- Ronchetti Cup: 1
  - Winnaar: 1997